# Kilarlahalli, Dod Ballapur
Kilarlahalli là một làng thuộc tehsil Dod Ballapur, huyện Bangalore Rural, bang Karnataka, Ấn Độ.